# Красноармейка (Павлодарская область)
Красноармейка (каз. Красноармейка) — станция (населённый пункт) в Павлодарском районе Павлодарской области Казахстана. Входит в состав Красноармейского сельского округа. Код КАТО — 556049300.

## Население
В 1999 году население станции составляло 267 человек (106 мужчин и 161 женщина). По данным переписи 2009 года в населённом пункте проживало 175 человек (89 мужчин и 86 женщин).